# Skalavkastning
Skalavkastning, ett sätt att kategorisera olika produktionsfunktioner utifrån hur mycket produktionen ökar när man ökar insatsen av produktionsfaktorer. Om produktionsökningen blir större än ökningen av produktionsfaktorer (exempelvis arbete eller kapital) så talar man om tilltagande skalavkastning, medan det omvända förhållandet benämns avtagande skalavkastning.